# Odd Project
Odd Project ist eine 2000 gegründete Metal-Band aus Orange County, Kalifornien.
Zurzeit besitzen sie einen Vertrag mit dem Label Indianola Records, unter welchem sie auch innerhalb von zwei Wochen im Zing's Studio (Killswitch Engage, From Autumn To Ashes, The Agony Scene) ihr Debüt-Album The Second Hand Stopped aufnahmen.
Nach den Aufnahmen tourten Odd Project für mehr als einen Monat mit dem Auftritt auf der Main Stage des Hellfests 2004 als Höhepunkt.
Im Jahr 2006 veröffentlichten sie ihr zweites Studioalbum Lovers Fighters Sinners Saints.

## Diskografie
- 2002: April 2002 Demo
- 2002: October 2002 Demo
- 2003: July 2003 Demo
- 2004: The Second Hand Stopped
- 2006: Lovers Fighters Sinners Saints